# Sing (Travis)
Sing è una canzone della band britannica Travis, contenuta nell'album The Invisible Band: fu pubblicata nel maggio 2001 per la Independiente Records.

## Video musicale
Il brano è conosciuto anche per il videoclip nel quale il gruppo è invitato a un pranzo di lusso in una villa, con tanti ospiti, che alla fine termina con il lanciarsi addosso il cibo a vicenda, che il cuoco porta in tavola, e che a sua volta finisce bersagliato, mentre l'unico membro della band, Neil Primrose, che è vestito di bianco rimane immacolato e imperturbabile fino alla fine dove accidentalmente si trova più torte in faccia che invece era destinata, a seconda del finale, al maggiordomo che era entrato con un telefono in mano, o a un avvenente donna delle pulizie. Durante il pranzo, fa la sua comparsa anche una scimmia.

## Tracce

### Prima edizione su CD (UK)
1. Sing - 3:48
2. Ring Out The Bell - 3:44
3. Killer Queen - 4:03

### Seconda edizione su CD (UK)
1. Sing - 3:48
2. You Don't Know What I'm Like - 4:11
3. Beautiful - 3:45

### Vinile/cassetta
1. Sing - 3:48
2. Killer Queen - 4:03

### Edizione europea su CD
1. Sing - 3:48
2. Ring Out The Bell - 3:44

## Classifiche

### Classifiche settimanali
| Classifica (2001) | Posizione massima |
| ----------------- | ----------------- |
| Australia         | 41                |
| Austria           | 31                |
| Belgio (Fiandre)  | 58                |
| Belgio (Vallonia) | 22                |
| Francia           | 2                 |
| Germania          | 51                |
| Italia            | 8                 |
| Norvegia          | 4                 |
| Nuova Zelanda     | 8                 |
| Paesi Bassi       | 81                |
| Regno Unito       | 3                 |
| Svezia            | 43                |
| Svizzera          | 34                |